# Eco Haitsma Mulier
Eco Haitsma Mulier (Bolsward, 13 januari 1843 - Den Haag, 5 maart 1920) was een Nederlands bestuurder.

## Leven en werk
Haitsma Mulier, lid van de familie Mulier, was een zoon van mr. Johannes Haitsma Mulier (1811-1859) en Maria Louisa Ypeij (1816-1898). Hij trouwde met Aleida Thoden van Velzen (1856-1902). Uit dit huwelijk werden onder anderen zoons Sijo en Gerard geboren, die beiden burgemeester werden, en dochter Henriëtte.
Haitsma Muliers loopbaan begon bij de Koninklijke Marine, waar hij het tot luitenant-ter-zee 2e klasse bracht. In 1872 werd hij benoemd tot burgemeester van Sloten. Hij stond vervolgens in Utingeradeel en Winterswijk.
Haitsma Mulier was Ridder in de Orde van Oranje-Nassau. Hij overleed op 77-jarige leeftijd. 